# SUSE Studio
SUSE Studio è uno strumento online per creare la propria distribuzione openSUSE.

## Caratteristiche
Accedendo al sito ufficiale, gli utenti scelgono quali  pacchetti e programmi usare nel proprio sistema operativo. 
Possono decidere se usare openSUSE o SUSE Linux Enterprise per poi scegliere una varietà di immagini pre-configurati tra cui JeOS, GNOME e KDE desktop.

## Formati e opzioni boot
SUSE Studio supporta i seguenti formati di immagine / opzioni boot:
- Live CD/DVD / immagine ISO
- VMware image / VMDK
- VirtualBox
- Hard Disk Virtuali
- Hard disk / immagine USB
- Xen
- KVM
- OVF
- Amazon EC2 (AMI)

## SUSE Studio in uso
Su SUSE Gallery si può trovare un catalogo delle creazioni fatte con SUSE Studio . 
Una volta effettuato l'accesso sarà possibile scaricare, clonare e testare i progetti.
SUSE Studio è supportato in molti ambienti desktop tra cui:
- JeOS
- LXDE
- KDE
- GNOME
- XFCE
- MATE
- Enlightenment